# Prähistorisches Dorf von Quinson

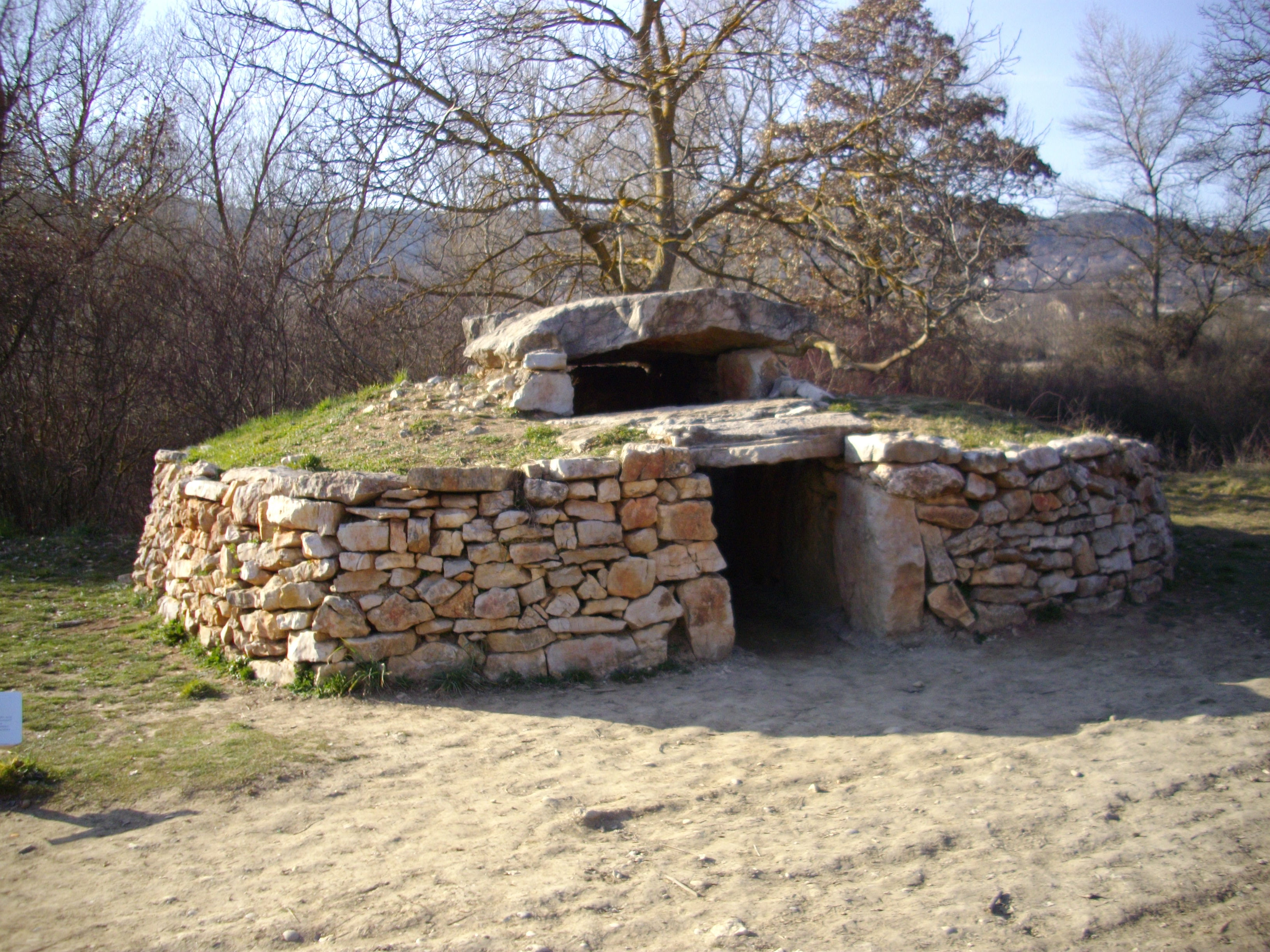
Rekonstruktion eines Dolmens, in der für die Region typischen Bauweise

Das Prähistorische Dorf von Quinson (französisch Village Préhistorique de Quinson) in Südfrankreich (Region Provence-Alpes-Côte d’Azur, Département Alpes-de-Haute-Provence, Arrondissement Digne-les-Bains, im Kanton Riez).

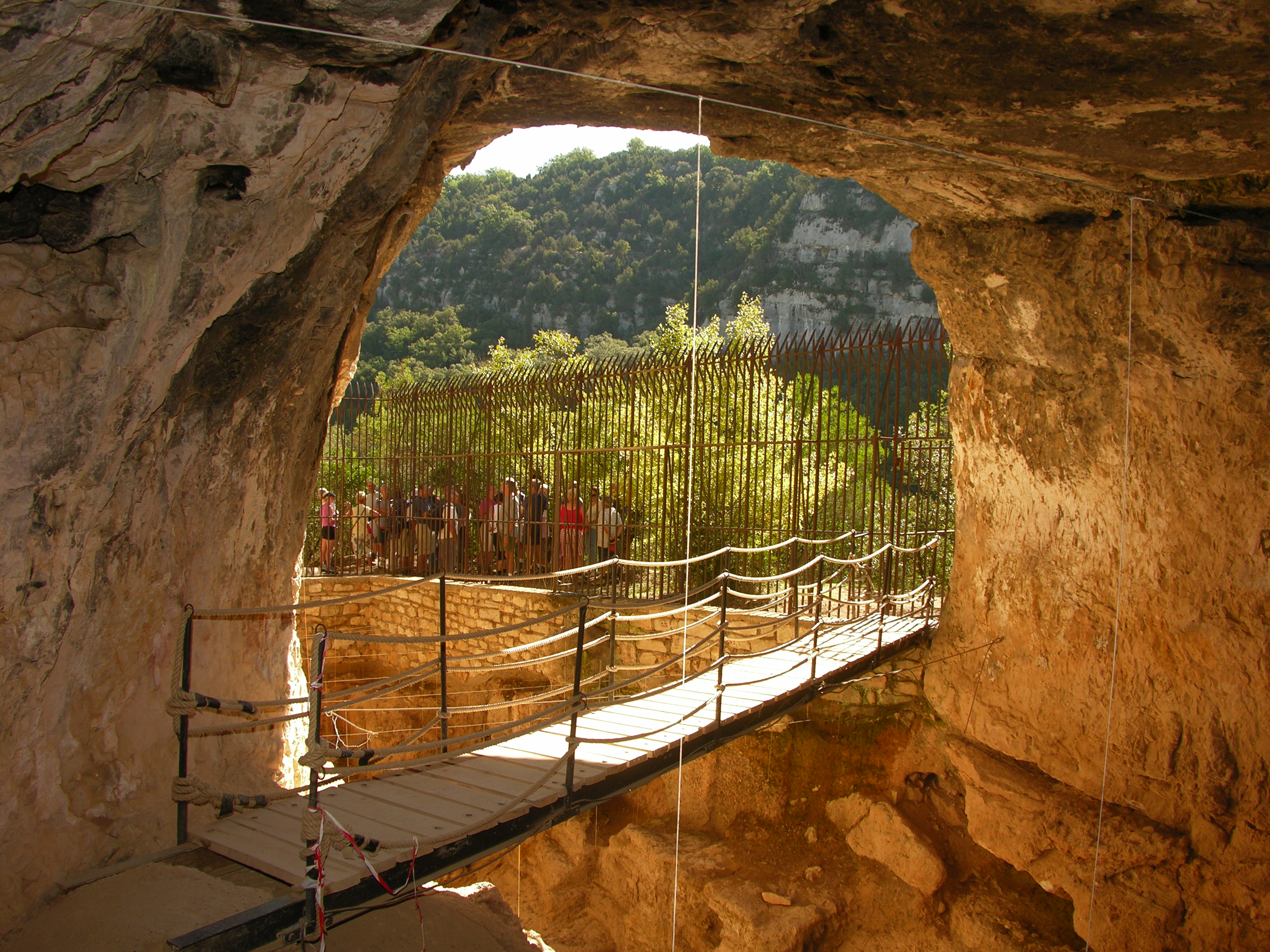
Grotte de la Baume Bonne

Quinson ist Prähistorikern durch seine Ausgrabungen bekannt. Aus ihnen lässt sich ableiten, dass die Gegend um die Verdonschlucht schon vor über 300.000 Jahren von Menschen besiedelt war. Allerdings wurde dies durch die Kaltzeiten unterbrochen.

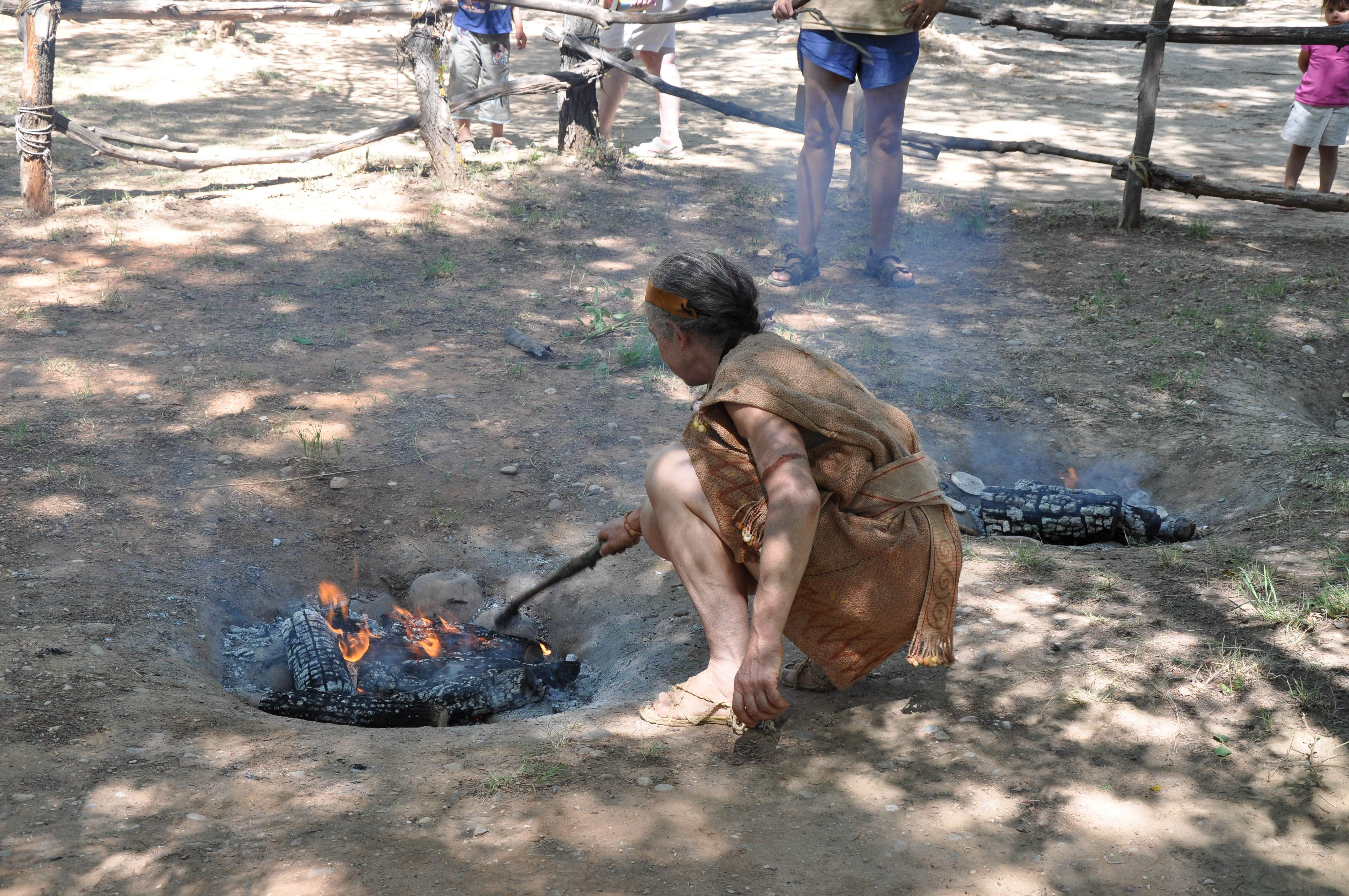
Feuer entfachen

Durch den Bau des Stausees am Unterlauf der Verdonschlucht wurden zahlreiche prähistorische Siedlungen überflutet. Vorher barg man möglichst viele Zeugnisse der Ur- und Frühgeschichte. Für sie wurde 1997 bis 2001 in Quinson das Musée de Préhistoire des gorges du Verdon nach Plänen von Norman Foster errichtet. Der größte Teil des Gebäudes liegt in Anlehnung an die prähistorischen Höhlen unter der Erde; es gibt eine begehbare Grotte. Durch multimediale Darstellungen, Fundstücke, Nachbildungen und Schautafeln wird der Alltag in der Stein- und Bronzezeit lebendig.
Die Stadt Quinson und das Europäische Zentrum für prähistorische Forschung von Pays du Verdon rekonstruierte am Ufer der Verdon prähistorische Behausungen aus aller Welt. Das Dorf liegt wenige hundert Meter vom Museum der Urgeschichte in Quinson entfernt. In der Nähe liegen der Abri Donner und die Grotte de la Baume Bonne, zwei Abris (Halbhöhlen). Hier fand man über 80.000 Zeugnisse vergangener Kulturen.